# Asiocoleoidea
Asiocoleoidea é uma extinta superfamília de coleópteros, pertencente a subordem Myxophaga.

## Famílias
- Asiocoleidae Rohdendorf, 1961
- Tricoleidae Ponomarenko, 1969